# 汉斯-赫尔曼·迈尔
汉斯-赫尔曼·迈尔（德語：Hans-Hermann Meyer，20世纪—），德国男子赛艇运动员。他曾代表西德参加1975年世界赛艇锦标赛，获得男子轻量级八人单桨有舵手金牌。